# Johann Baumgart
Johann Baumgart (auch Johann Pomarius oder Baumgarten; * 24. Juni 1514 in Meißen; † 18. März 1578 in Magdeburg) war ein lutherischer Theologe und Schuldramatiker.

## Leben
Baumgart wurde 1514 in Meißen als Sohn des Malers und Goldschmieds Sigismund Baumgart und dessen Frau Christina Hoier geboren. Er besuchte das Gymnasium in Magdeburg und immatrikulierte sich an der Universität Wittenberg. Dort wurde er Schüler von Georg Major, Martin Luther und Philipp Melanchthon. Nach dem Abschluss seiner Studien nahm er eine Lehrerstelle in Naumburg (Saale) an. Er wechselte 1540 an das Gymnasium in Magdeburg als Konrektor und wurde zugleich damit Pfarrer an der Heilig-Geist-Kirche. Es wird vermutet, dass er in dem späteren Haus Heiligegeiststraße 12b wohnte. Sein gleichnamiger Sohn Johann Pomarius der Jüngere, mit dem er zuweilen verwechselt wird, war ebenfalls Pfarrer in Magdeburg. Ein weiterer Sohn war Elias Baumgart, Autor der Beschreibung der Belagerung Magdeburgs 1550/1551.
Als Gnesiolutheraner verfasste er umfangreiche katechetische und polemische Schriften. Auch beschäftigte er sich im Rahmen seiner Schulbildung mit dramatischen Aufführungen. So verfasste er 1561 ein polemisierendes Drama, in dem er Juristen und das Rats- und Schöppengericht satirisch vorführte und sie mit der Weisheit Salomons konfrontierte.

## Werke
- Werke von und über Johann Baumgart in der Deutschen Digitalen Bibliothek
- Juditium, Das Gericht Salomonis, Magdeburg 1561;
- Eine Predigt von den Allerheiligsten Namen Christus, Magdeburg 1566;
- Drei Predigten von Guten und Bösen Engeln, Magdeburg 1566;